# Riverdance

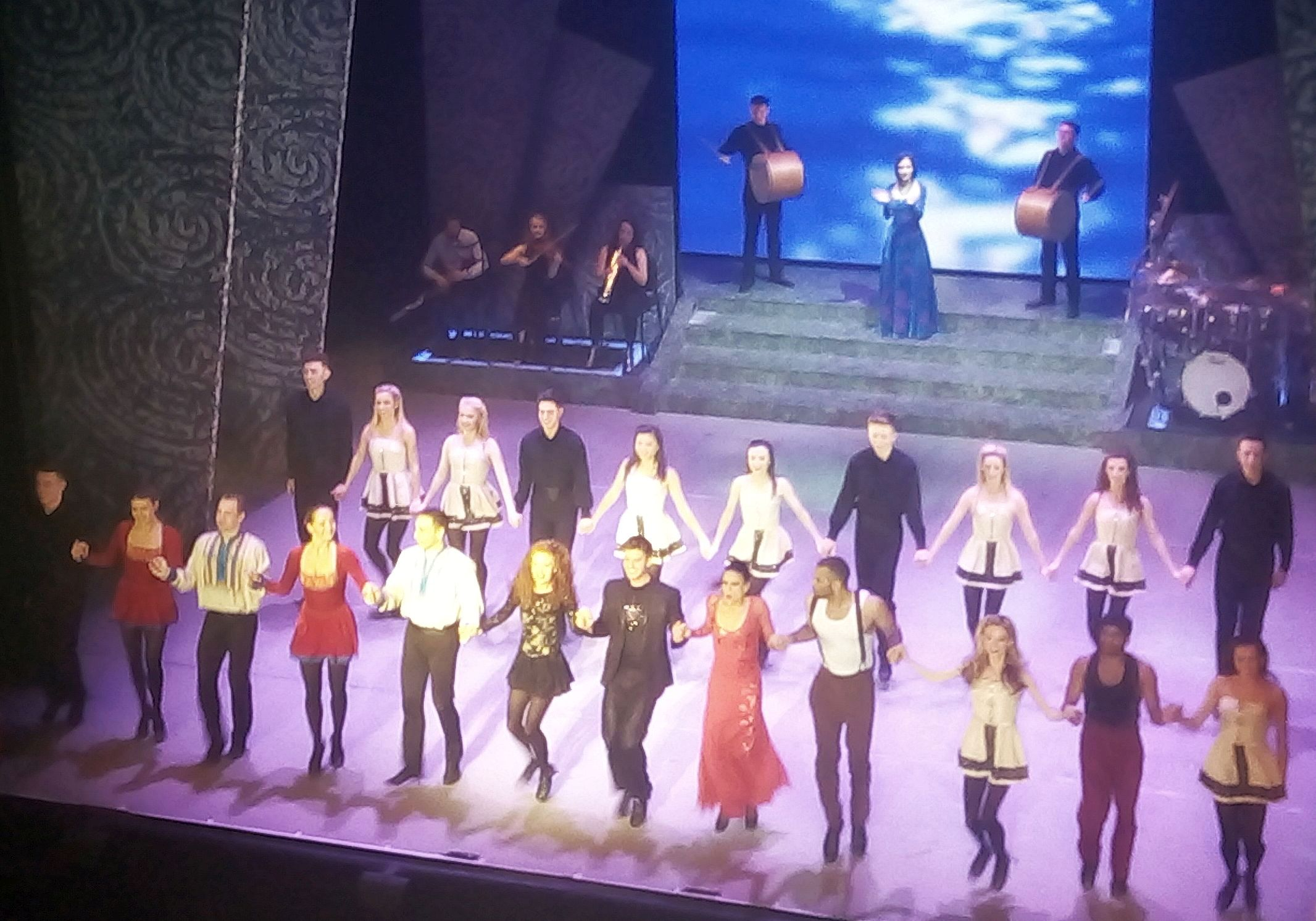
Riverdance, 2019

Riverdance je taneční show, jejíž náplní je irský tanec převážně stylu step dancing, a irská hudba. Show vznikla po úspěšném vystoupení na velké ceně Eurovize 30. 4. 1994 v Dublinu. Show trvá dvě a půl hodiny s přestávkou.
Protože se konala velká cena Eurovize v Irsku, organizátoři zvolili jako vhodné vyplnění sedmiminutové přestávky představení irských tanců pod taktovkou Michaela Flatleyho, vítěze světového šampionátu v irském tanci, který měl zkušenosti také ze své tour s The Chieftains. Vystoupení obsahovalo krátký sólový a sborový zpěv, taneční sólo Jane Butler v tzv. softech (softshoe), taneční sólo Michaela Flatleyho ve stepkách (hardshoe) a jeho rytmický "souboj" se čtyřmi bubeníky, párový tanec ve stepkách Jane Butler a Michaela Flatleyho a závěrečný hromadný stepový tanec s dalšími tanečníky. Choreografii vytvořili Michael Flatley a Jane Butler, hudbu komponoval Bill Whelan, úvodní sólový zpěv interpretovala Katie McMahon. Taneční vystoupení obsahovalo zcela nové pojetí irského tance a vysloužilo si ovace ve stoje. Vystoupení Riverdance je označováno jako nejúspěšnější část Eurovize v historii.
Audio nahrávka Riverdance následně vystoupala v Irish Singles Chart na první místo 5. 5. 1994 a na této pozici vytrvala 18 týdnů (sesadila velmi úspěšnou píseň Love Is All Around od Wet Wet Wet). V reakci na genocidu ve Rwandě v květnu/červnu 1994 bylo zveřejněno video vystoupení Riverdance v Eurovizi rozhlasovou stanicí Radio Telefís Éireann pod názvem "Riverdance for Rwanda" a všechny jeho zisky byly odkázány Rwanda Appeal Disasters Joint Appeal Committee.

## Riverdance show
Úspěch Riverdance v Eurovizi zapříčinil, že Michaela Flatleyho oslovili producenti John McColgan and Moya Doherty, aby spolupracoval na tvorbě kompletní taneční show. Kompletní show obsahovala kromě irského tance také flamenco, ruské tance a step. Irskou část kompletně choreografoval Michael Flatley a podílel se také na scénické a hudební části show.
První představení se konalo v Dublinu v divadle Point 9. 2. 1995. Na show se za pět týdnů prodalo přes 120 000 lístků. Mnoho tanečníků z původního vystoupení v Eurovizi bylo také zapojeno do show a v pozdějších produkcích tančilo hlavní role.
Video Riverdance bylo zveřejněno ve Velké Británii 5. 5. 1995 a umístilo se ihned v žebříčcích na druhém místě a další týden na prvním. Riverdance video vydrželo v žebříčcích Velké Británie sedm měsíců a stalo se nejprodávanějším hudebním videem ve Velké Británii všech časů.
Riverdance vystupovali také následně v Londýně, New Yorku a měli turné po evropských městech. Show probíhaly v období od května 1996 do ledna 1997. Na konci roku 1996 vidělo 400. show 1,3 milionu diváků.

## Změny v Riverdance
Kvůli rozporům s produkcí Michael Flatley opustil show před druhým vystoupením v Londýně, na jeho místo sólisty nastoupil Colin Dunne, který show následně opustil v roce 1998.
V roce 1998 také vyvolalo kontroverzi rozhodnutí výkonného producenta, aby byl zvuk některých skupinových tanců nahrán předem.

## Scénografie

### Riverdance – 20 Years

#### Akt 1
Reel Around The Sun – Slunce přináší světlo a oheň, otevírací tanec oslavuje tuto přívětivou mužskou sílu. Slunce je světlem rána, živým a čistým. (choreografie – Michael Flatley)
The Heart’s Cry – Je zde také prastaré tajemství, losos plující proti proudu, slepé naléhání přírody, srdce touží po srdci. Musíme se podporovat navzájem, udržovat pravdu v písni od začátku časů.
The Countess Cathleen – smyslná, pečující, nezávislá a divoká, taková je síla žen, když oslavují samy sebe a vyzývají muže k tanci moci (choreografie: Jean Butler, Moscow Folk Ballet Company, restaged by Svetlana Malinna).
Caoineadh Chú Chulainn – osamělý dudák oplakává Cú Chulainna, nesmiřitelného válečníka bronzového věku, velkého hrdinu keltských mýtů.
Thuderstorm – Surová síla živlů vymykající se lidské kontrole, vymykající se lidskému chápání (choreografie – Michael Flatley).
Firedance – ve starověkém Irsku oheň a hrdost a krása přichází z jihu, krajiny slunce. Síla slunce přechází ve vášeň tanečnice (choreografie: Maria Pagés, Colin Dunne).
Shivna
Slip into Spring – The Harvest
Riverdance

#### Akt 2
American Wake
Lift the Wings
Heal Their Hearts – Freedom
Trading Taps
Macedonian Morning
The Russian Dervish
Andalucía
Anna Livia
Slow Air Tunes
Heartland
Finalé